# Trichocladium macrosporum
Trichocladium macrosporum är en svampart som beskrevs av P.M. Kirk 1981. Trichocladium macrosporum ingår i släktet Trichocladium och familjen Chaetomiaceae.   Inga underarter finns listade i Catalogue of Life.